# Station Holmlia
Station Holmlia  is een halte in Nordstrand-zuid, een stadsdeel in het zuidoosten van Oslo. De halte ligt aan Østfoldbanen. De eerste halte in Holmlia werd geopend in 1932. In 1982 werd de huidige halte geopend die iets ten noorden van de eerdere halte ligt. Het gebouw is ontworpen door Arne Henriksen van het eigen architectenkantoor van NSB.
Holmlia wordt bediend door de lijnen L2 de stoptrein tussen Skøyen en Ski, L2x, vanaf Lysaker naar Ski en L22 die doorloopt naar Rakkestad.